# 妹に!スク水着せたら脱がさないっ!
『妹に!スク水着せたら脱がさないっ!』（いもうとに!スクみずきせたらぬがさないっ!）は、はむはむソフトが製作、2007年12月21日に発売したアダルトアドベンチャーゲームである。公式略称は『妹スク』（いもすく）。本項では、以下のリニューアル作品も合わせて説明する。
- 『妹に!スク水着せたら脱がさないっ! Erotica』（- エロティカ） - システムを一新した新パッケージ版、2009年4月3日発売
- 『女子校生コスプレファイル　スクール水着を脱がさないっ!』（じょしこうせい - みずぎをぬがさない） - ダウンロード版、発売時期と内容は新パッケージ版と同じ
- 『妹に！スク水着せたら脱がさないっ！ HD Remaster』（- エイチディー リマスター） - ダウンロード版、システムのHDサイズ化、イメージをリマスターし高解像度化Windows 11まで対応、2021年11月12日配信

## 概要
はむはむソフトのデビュー作である。スクール水着（以下、スク水と表記）を題材にした作品として知られ、以下のようにスク水へのこだわりが非常に強い作品となっている。そのこだわりゆえ、「スク水好きとしては、アダルトシーンでスク水を全て脱いでしまうのは許さない」というコンセプトが作品タイトルにも現れている。
スク水におけるこだわりは、以下のように実現されている。なお、スク水に付き物の名札（ゼッケン）は作中では描写されていない。
- アダルトシーンにおいては必ずスク水を着衣しており、しかもすべて着衣Hである[2]。脱がすシーンもあるが、その際は半脱ぎまで、最大でも腰までとし、半脱ぎで露出されるスク水裏地のメッシュの描写を欠かさないようにしている[3]。
- メインヒロインの大半はゲーム進行に従って、スク水の種類を選択することが可能となっている。選択可能な種類は、旧スク（前面のみスカート状になっているタイプ）[4]と、新スク（背面の肩紐は交差タイプ）[5]あるいは競泳タイプ[6]の2種類。競泳タイプは、水泳部員である恵子のみが着衣可能である。また、スク水の種類の違いは、単にCG差分とするのではなく、個別グラフィックとして実現されており[7]、実際にはスク水の種類ごとに別シナリオとなっている。
- 単にスク水が好きなわけではなく、あくまでスク水少女が好きという前提で、スク水の種類による違いを描写している[8]。

その他、回想モードにおける連続再生機能のように、ゲーム本編以外でも凝った作りが見られる。

## 作品舞台
一貫教育制の私立紺碧（こんぺき）学園とその周辺を舞台としている。上の学校と下の学校は渡り廊下で繋がっており、上の学校では新スク、下の学校では旧スクが、水泳授業の際のスク水として採用されている。どちらの学校に通学しているかを問わず、購買部ではどちらのスク水を購入することも可能である。学園には室内全天候型プールが備えられており、水泳部の活動は室内で行われる。

## あらすじ
両親が3ヶ月前から海外出張となり、相沢拓斗は萌と一緒に暮らしていた。主人公はこの上なくスク水少女が好きで、本やネットなどからスク水少女を探し回る日々を送っていた。主人公はある日、萌のスク水写真を内緒で観賞していたところを萌に見つかってしまう。兄のことを想う萌は、そんなにスク水を着た姿を見たいのなら萌が着てあげると言い、その夜から連夜、萌のスク水撮影会が始まることとなった。
そうこうして2週間経ったある日、スク水撮影会で少し無理なポーズを取った萌が転んでしまい、転んだ拍子にちょっとHな格好になる。そして、その姿を見て抑えきれなくなった主人公は暴走し、主人公のことが好きな萌はその行動を許し、最後には一線を超える。
普段から変態で通っている主人公であるが、ここ2週間近くの行動が普段にも増して変な主人公のことを気遣い、幼馴染のすくるが主人公宅を訪れる。そして、主人公と萌が一線を超える現場に遭遇する。

## 登場人物
相沢拓斗（あいざわ たくと）
上の学校の2年。スク水少女をこの上なく愛する主人公。夜のお供は、本やネットなどから探し出したスク水少女。彼の信条は「全て脱がした時点でスク水少女はスク水少女でなくなる」。
スク水少女を好きになったきっかけは、水泳が苦手だった幼少の頃、すくるに泳ぎを教わり、主人公が25m泳ぎきった達成感の中で見上げたスク水姿のすくるに魅せられたことによるものである。
相沢萌（あいざわ もゆ）
声：佐々木あかり
149cm、41kg、75-52-77。
下の学校の3年（主人公より2学年下）。兄にはとても甘い性格。普段は天然っぽいが、主人公のこととなると目ざとい。貧乳を気にしている。料理は大の苦手で破壊的であるが、当人はその料理に耐性があり、難なく食べることができる。
ゲーム開始時点では旧型スク水編を選択することができ、旧スクシナリオを特定話までこなすことで、新型スク水編をプレイすることが可能となる。
間宮すくる（まみや すくる）
声：あさり☆
158cm、47kg、83-57-84。
上の学校の1年（主人公より1学年下）。主人公とは家が向かい同士の幼馴染。ツンデレ。勝気な性格ではあるが、Hな話だけは苦手。主人公のスク水好きについてはゲーム開始時点から既に知っている。主人公と萌がHなことをしている現場に遭遇したことから、自身の想いを主人公に伝えようと決心し、スク水を着て主人公にアタックを試みる。
ゲーム開始時点では旧型スク水編を選択することができ、旧スクシナリオを特定話までこなすことで、新型スク水編をプレイすることが可能となる。
鈴原恵子（すずはら けいこ）
声：森川陽子
167cm、51kg、91-59-88。
上の学校の1年（主人公より1学年下）。鈴原一剛の妹。1年前に大阪から引越してきたが、関西弁は全く抜けていない。おおっぴらな性格で、Hな話もさらりと流す。Cカップ以上の巨乳（?）。水泳部所属。学園のプールの記録保持者となっているほどの腕前である。主人公とは、会うたびに漫才をしているかのような関係（ボケ役）。
ゲーム開始時点で競泳型スク水編を選択することができ、競泳スク水シナリオを特定話までこなすことで、旧型スク水編をプレイすることが可能となる。
鈴原みちる（すずはら みちる）
声：天天
萌を恋愛対象と見ている、彼女の同級生（主人公より2学年下）。やや堅苦しい言葉を好んで用いる。また、武道にもある程度心得があり、旋風萌裂脚（せんぷうもゆれっきゃく）、萌萌轟轍弾（もゆもゆごうてつだん）などの技を持っている。萌を巡った勝負で主人公に負けたため、主人公にスク水を着せられ、そのままHに突入、最終的にはHを楽しむ仲になる。鈴原一剛や鈴原恵子の妹である。
ゲーム開始時点では選択することができないが、萌の旧スクシナリオを特定話までこなすことで、プレイすることが可能となる。なお、みちるには旧型スク水編や新型スク水編などの選択は設けられておらず、シナリオごとにどのスク水を着るかが決められている。また、白スクシナリオも設けられている。
鈴原一剛（すずはら いちごう）
声：加古川高
主人公の同級生兼親友。眼鏡を掛けている。1年前に大阪から引越しをし、主人公と同じ学園に通うこととなった。ブルマ少女が好き。1つのことに拘りを持った者同士として、主人公と意気投合、親友となる。また、写真にも造詣が深く、主人公に撮影会という手法を伝授している。資産家の息子。主人公の拘りを実現するために「研究費」と称してカメラ費用などを投資してくれている。
自身が進む道には妥協しないが、主人公とは違ってそれで周りが見えなくなるわけではなく、むしろ周りには気を配る性格である。作中では、親友やヒロイン達にアドバイスを場面も見られる。
オリジナル版においては、シナリオ選択時に一剛を選択することも可能となっている。但し、攻略対象となるわけではなく、お互いの拘りに関する熱い語らいのための選択である。
ハム子
声：あさり☆
ダウンロードコンテンツ「ハム通」やインターネットラジオ「咆哮!らじおちゃんねる!」のメインパーソナリティなどで知られる、はむはむソフトのマスコットキャラクター古手川公子である。マスコットキャラクターとしての情報ははむはむソフトを参照。
本作中では、恵子の水泳部での活動をサポートする形で登場しており、水泳部員と思われるが、作中では明示されていない。

## ゲームシステム
シナリオエンジンには、同ブランドの他作品同様、ビジュアルアーツのRealLiveを使用している。
新パッケージ版においてはシステムを一新しており、例えばクイックセーブやクイックロードの追加、アダルトシーン内ではメニューウィンドウを自動的に縮小表示するなどのシステム改良が図られている。

### 本編
本作においては、キャラクターだけでなく、キャラクターの着衣するスク水の種類によっても完全にシナリオが分かれている（以下、本節内では単にキャラクター選択と表記）。また、話ごとの順次クリアタイプとなっており、これを例を挙げて説明する。
ゲーム初期においてはプロローグのみが選択可能であり、これが「萌の旧スク 第1シナリオ（以下シナリオ番号を#1のように表記）」に相当する。「萌の旧スク#1」をクリアすると、「萌の旧スク」編の次のシナリオである「萌の旧スク#2」がプレイ可能となるほか、「すくるの旧スク#1」「恵子の競泳スク水#1」がプレイ可能となる。また、「萌の旧スク」編を進め、「萌の旧スク#4」をクリアすることで「萌の旧スク#5」だけでなく「萌の新スク#1」が選択可能になる。このように、特定シナリオをクリアすることで、同キャラクターの次のシナリオがプレイ可能になる上に、場合によっては、他のキャラクターのシナリオ（あるいは同キャラクターの別スク水シナリオ）が解禁されるといったシステム構成となっている。
内部的には上記の通りであるが、シナリオ進行状態をキャラクター選択画面で直接確認できるのは新パッケージ版のみである。オリジナル版ではキャラクター選択のみが可能であり、内部的なシナリオ進行状況はキャラクタ選択画面では判断できない（回想モードで確認できる）。また、複数のキャラクターを同時選択することで、条件を満たしていれば3Pモードに突入する。複数キャラクターを選択したが、3P条件を満たしていない場合は、いずれかのシナリオがランダム選択される。新パッケージ版ではキャラクター選択後にシナリオを選択する形式であり、クリア済みのシナリオを再度選択することも可能である。新パッケージ版には複数キャラクターを選択する要素はないが、3Pなどの特別な条件を満たしている場合は、シナリオ選択画面に特殊シナリオの選択肢が登場する。
各シナリオは、日常会話とHシーンとで構成される。日常会話シーンに選択肢はないが、Hシーンでは射精に関する選択肢（中出し・顔射・口内射精など）がある。

### 回想モード
本作においては、回想モードが特徴的といえる。
本編シナリオには、スク水を着るシチュエーションには通常穿かない、ニーソックス（以下、ニーソ）やハイソックス（以下、ハイソ）を穿くシナリオが設けられている。回想モードにおいては、ニーソやハイソ着脱の事前選択が可能となっている。また、射精に関する選択肢も同様に事前選択が可能となっている上、ランダム選択も可能である。
回想モードは、上記のようにして単独シナリオを再生させる以外に、最大10話分のシナリオを連続再生させる機能もある。連続再生時、上述の各種選択はシナリオ個別に選択を行うことができる。また、連続再生時のシナリオ間では、メインヒロインによる繋ぎのコメントがある。

## スタッフ
- 原画、キャラクターデザイン：池田淳
- シナリオ：Hatsu、闇軍師
- イベントグラフィック：テラカッパ、みらくる☆みきぽん、小川静香、松波留美、はづき、ヌコる、あんち☆シー
- BGM：下地和彦
- スクリプト：下地和彦

- 主題歌：こんいろ∞トキメキ!!
  - 歌：fripSide NAO project
  - 歌詞：Kazuhiko Shimochi、Shinichiro Yamashita、fripSide
  - 作曲、編曲：Satoshi Yaginuma、Kenji Arai
- OPムービー：Rainbow-Motion-Graphics

## 関連作品
- はむはむじーく! Vol.1
  - 『妹に!スク水着せたら脱がさない!』および『ないしょ思春期 〜ヒミツに恋する妹たち〜』の全BGMおよび主題歌を収録したオリジナルサウンドトラック。